# Marjorie F. Lambert
Marjorie Ferguson Lambert (1908-2006) fue una antropóloga y arqueóloga estadounidense que estudió principalmente las culturas nativa americana e hispana en el suroeste de Estados Unidos. Su excavación arqueológica más conocida fue la excavación en Paa-ko ubicada en la cuenca de Galisteo . Fue curadora del Museo de Nuevo México de 1937 a 1969 y publicó numerosos artículos sobre las culturas de los pueblos pueblo . Su trabajo fue reconocido por su detalle técnico y sensibilidad cultural por la Sociedad de Arqueología Estadounidense y la Oficina de Asuntos Culturales de Nuevo México.

## Primeros años
Marjorie Elizabeth Ferguson  nació el 13 de junio de 1908 en Colorado Springs, Colorado .  Interesada por la arqueología desde la secundaria, no la consideró una profesión hasta que asistió a conferencias de Edgar Lee Hewett y Sylvanus Morley, quienes la convencieron de que para comprender a la humanidad había que comprender el pasado.  Asistió al Colorado College entre 1926 y 1930  y obtuvo una licenciatura en sociología. Luego le ofrecieron una beca de investigación y enseñanza en la Universidad de Nuevo México, que comenzó en el verano de 1930. A las mujeres no se les enseñaban técnicas de excavación, como medio para disuadirlas de seguir una carrera en arqueología  y Ferguson, que había recibido la única beca en el departamento de antropología, enfrentó la discriminación y la tensión que su género causaba en el campo dominado por los hombres.  Completó su maestría con una tesis titulada La aculturación de Sandia Pueblo en 1931. 

## Carrera
En 1932, Ferguson se casó con George Tichy y, aunque vivieron juntos menos de un año, ella permanecería casada con él durante dieciocho años. Ese mismo año, comenzó a enseñar en la Universidad de Nuevo México y formó parte del personal del Museo Maxwell .  Enseñó antropología y se desempeñó como supervisora de campo de los estudios de campo arqueológicos de la universidad.  Entre 1931 y 1936 supervisó las excavaciones en los yacimientos de Puaray, Kuaua y Giusewa .  Ferguson se hizo conocida por sus excavaciones sistemáticas y meticulosas  y comenzó a trabajar en el sitio de Paa-ko, el más asociado con su trabajo, en 1935. En 1936  se hizo cargo del lugar de manos de dos colegas masculinos  y completó con éxito el proyecto. Las sospechas de que los trabajadores se negarían a trabajar para una mujer eran infundadas.  En 1937, cuando Hewett se retiró de la Universidad de Nuevo México, contrató a Ferguson como curador de Arqueología en el Museo de Nuevo México de la Escuela de Arqueología Estadounidense en Santa Fe. El nombramiento fue uno de los primeros puestos de curadora para una mujer en los Estados Unidos y fue seguido por la contratación por parte de Hewett de Bertha P. Dutton como curadora etnológica del museo. 
Durante este período, Ferguson excavó Paa-ko, Puaray y Kuaua entre 1937 y 1939.  Escribió cuatro informes sobre la investigación de Paa-ko pero, debido a su trabajo en el museo, no pudo completar el informe final del sitio hasta 1954.  Ferguson, interesado en desarrollar la historia cultural de los diversos pueblos pueblo, estuvo a la vanguardia del avance de la etnoarqueología hacia la sensibilidad cultural. A menudo consultaba con los mayores antes de crear exhibiciones en el museo.  Se convirtió en una autoridad en datación, utilizando técnicas de datación cruzada que analizaban varias fechas inferidas del examen de cerámica, anillos de árboles y rocas  y se sabía que los miembros de la tribu le traían objetos para su identificación. A partir de 1938, se desempeñó como juez de cerámica Pueblo en el Mercado Indígena de Santa Fe .  Ferguson organizó conferencias y actividades para la Sociedad Arqueológica de Nuevo México y, aunque no recibió ningún pago por sus servicios, se desempeñó como secretaria de facto de la organización de 1943 a 1956.  En 1944, inició los trabajos preparatorios de la capital de Juan de Oñate en la Misión San Gabriel combinando métodos arqueológicos e históricos.  Luego, en 1946 y 1947, excavó sitios en México, pero su trabajo de campo estuvo limitado por las exigencias del museo.  En 1950, Ferguson se casó con Everett Vey "Jack" Lambert.  Una de sus últimas excavaciones fue en una cueva en el condado de Hidalgo, Nuevo México, en 1960. 
Después de la excavación del condado de Hidalgo, Marjorie Lambert comenzó a centrarse más en la educación y la preservación cultural. Publicó casi 200 artículos durante su carrera,  antes de jubilarse en 1969.  Ese mismo año, comenzó a trabajar en la Junta Directiva de la School of American Research  y luego, en la década de 1970, trabajó en el desarrollo y planificación de un museo en Picuris Pueblo . El museo marcó la primera vez que restos arqueológicos encontraron un hogar permanente dentro de su comunidad.  Fue reconocida durante su vida por su amplio conocimiento y habilidad técnica. Lambert recibió el premio por sus contribuciones destacadas a la arqueología estadounidense por el 50 aniversario de la Sociedad de Arqueología Estadounidense en 1985. En 1988, fue honrada con el Premio a la Preservación del Patrimonio de Nuevo México de la Oficina de Asuntos Culturales de Santa Fe y ella y su esposo compartieron el reconocimiento como Tesoros Vivientes de Santa Fe otorgado ese mismo año. 
Marjorie Lambert murió el 16 de diciembre de 2006 en Santa Fe, Nuevo México . 